# Finlandia en el Festival de la Canción de Eurovisión 2018
Finlandia participó en el Festival de Eurovisión 2018 con "Monsters" de Saara Aalto. En la semifinal se clasificaron con una décima posición y 108 puntos, pero en la final apenas lograron el penúltimo puesto con 46 puntos.

## Elección interna de Saara Aalto
El 7 de noviembre de 2017, durante una rueda de prensa respecto al Uuden Musiikin Kilpailu 2018, se anunció que Saara Aalto sería la representante finlandesa en el certamen de 2018.

## Uuden Musiikin Kilpailu 2018
El Uuden Musiikin Kilpailu 2018 fue la séptima edición del Uuden Musiikin Kilpailu (UMK), una competición dedicada a seleccionar los temas representantes de Finlandia en Eurovisión. Este año, la competición constó de tres temas, todos ellos interpretados por Saara Aalto. La gala tuvo lugar el 3 de marzo de 2017 en el Espoo Metro Arena de Espoo. La canción vencedora, "Monsters", se decidió mediante televoto y un jurado internacional.

### Canciones participantes
Las tres canciones en liza fueron publicadas por la Yle y Saara Aalto, acompañadas de un videoclip, los días 9, 16 y 23 de febrero de 2018, respectivamente.

### Final
| N.º | Canción    | Compositores                                                            | Jurado | Televoto | Total | Posición |
| --- | ---------- | ----------------------------------------------------------------------- | ------ | -------- | ----- | -------- |
| 1   | "Monsters" | Saara Aalto, Joy Deb, Linnea Deb, Ki Fitzgerald                         | 88     | 95       | 183   | 1        |
| 2   | "Domino"   | Thomas G:son, Bobby Ljunggren, Johnny Sanchez, Will Taylor, Saara Aalto | 84     | 75       | 159   | 2        |
| 3   | "Queens"   | Farley Arvidsson, Charlie Walshe, Tom Aspaul, Saara Aalto               | 68     | 70       | 138   | 3        |

| Votos detallados del jurado internacional                                                                                            | Votos detallados del jurado internacional | Votos detallados del jurado internacional | Votos detallados del jurado internacional | Votos detallados del jurado internacional | Votos detallados del jurado internacional | Votos detallados del jurado internacional | Votos detallados del jurado internacional | Votos detallados del jurado internacional | Votos detallados del jurado internacional | Votos detallados del jurado internacional |
| N.º | Canción                                   | Bandera del Reino Unido                   | Bandera de Islandia                       | Bandera de Francia                        | Bandera de Estonia                        | Bandera de Italia                         | Bandera de Suiza                          | Bandera de Noruega                        | Bandera de Portugal                       | Total                                     |
| --- | ----------------------------------------- | ----------------------------------------- | ----------------------------------------- | ----------------------------------------- | ----------------------------------------- | ----------------------------------------- | ----------------------------------------- | ----------------------------------------- | ----------------------------------------- | ----------------------------------------- |
| 1 | "Monsters"                                | 12                                        | 10                                        | 12                                        | 10                                        | 12                                        | 10                                        | 12                                        | 10                                        | 88                                        |
| 2 | "Domino"                                  | 10                                        | 12                                        | 10                                        | 12                                        | 8                                         | 12                                        | 8                                         | 12                                        | 84                                        |
| 3 | "Queens"                                  | 8                                         | 8                                         | 8                                         | 8                                         | 10                                        | 8                                         | 10                                        | 8                                         | 68                                        |
| Portavoces |                                           |                                           |                                           |                                           |                                           |                                           |                                           |                                           |                                           |                                           |
| - – William Lee Adams - – Hera Björk - – Edoardo Grassi - – Lenna Kuurmaa - – Kabir Naidoo - – Reto Peritz - – Stig Karlsen - – Suzy |                                           |                                           |                                           |                                           |                                           |                                           |                                           |                                           |                                           |                                           |

## En Eurovisión
El Festival de la Canción de Eurovisión 2018 tuvo lugar en el Altice Arena de Lisboa, Portugal y consistió en dos semifinales el 8 y 10 de mayo y la final el 12 de mayo de 2018. De acuerdo con las reglas de Eurovisión, todas las naciones con excepción del país anfitrión y los "5 grandes" (Big Five) deben clasificarse en una de las dos semifinales para competir en la final; los diez mejores países de cada semifinal avanzan a esta final. Finlandia estuvo en la semifinal 1, actuando en el puesto 10. Logró una décima plaza, con lo que se clasificó a la final y quedó vigesimoquinta con 46 puntos.